# Canton du Fezensac
Le canton du Fezensac est une circonscription électorale française du département du Gers créée par le décret du 26 février 2014 et entrée en vigueur lors des premières élections départementales suivant la publication du décret.

## Histoire
Un nouveau découpage territorial du Gers entre en vigueur à l'occasion des élections départementales de 2015. Il est défini par le décret du 26 février 2014, en application des lois du 17 mai 2013 (loi organique 2013-402 et loi 2013-403). Les conseillers départementaux sont, à compter de ces élections, élus au scrutin majoritaire binominal mixte. Les électeurs de chaque canton élisent au Conseil départemental, nouvelle appellation du Conseil général, deux membres de sexe différent, qui se présentent en binôme de candidats. Les conseillers départementaux sont élus pour 6 ans au scrutin binominal majoritaire à deux tours, l'accès au second tour nécessitant 12,5 % des inscrits au 1er tour. En outre la totalité des conseillers départementaux est renouvelée. Ce nouveau mode de scrutin nécessite un redécoupage des cantons dont le nombre est divisé par deux avec arrondi à l'unité impaire supérieure si ce nombre n'est pas entier impair, assorti de conditions de seuils minimaux. Dans le Gers, le nombre de cantons passe ainsi de 31 à 17.
Le canton du Fezensac est formé de communes des anciens cantons d'Eauze (8 communes), de Vic-Fezensac (15 communes), de Valence-sur-Baïse (5 communes), de Montesquiou (3 communes) et d'Aignan (2 communes). Avec ce redécoupage administratif, le territoire du canton s'affranchit des limites d'arrondissements, avec 13 communes incluses dans l'arrondissement de Condom et 15 dans l'arrondissement d'Auch. Le bureau centralisateur est situé à Vic-Fezensac.

## Représentation
| Période élective | Période élective | Mandat | Mandat   | Identité                  | Nuance | Nuance | Qualité |
| ---------------- | ---------------- | ------ | -------- | ------------------------- | ------ | ------ | --- |
| 2015             | 2021             | 2015   | 2021     | Marie-Martine Dalla-Barba |        | LR     | Présidente d’un conseil d’administration d’une banque mutualiste                                                                         |
| 2015             | 2021             | 2015   | 2021     | Robert Frairet            |        | LR     | maire de Caillavet (1977-2020), Président de la Communauté de Communes jusqu'en 2020 Ancien conseiller général du canton de Vic-Fezensac |
| 2021             | 2028             | 2021   | en cours | Benoit Desenlis           |        | DVD    | Manager d'équipe et chef d'entreprise en micro-entreprise Maire de Roquebrune, membre du LMR                                             |
| 2021             | 2028             | 2021   | en cours | Emeline Lafon             |        | LR     | Formatrice, ancienne présidente du Syndicat des jeunes agriculteurs du Gers, Vic-Fezensac                                                |

### Résultats détaillés

#### Élections de mars 2015
À l'issue du 1er tour des élections départementales de 2015, deux binômes sont en ballottage : Marie-Martine Dalla-Barba et Robert Frairet (UMP, 45,62 %) et Philippe Cahuzac et Sylvie Lasportes-Sanchez (DVG, 20,89 %). Le taux de participation est de 64,41 % (4 544 votants sur 7 055 inscrits) contre 60,11 % au niveau départemental et 50,17 % au niveau national.
Au second tour, Marie-Martine Dalla-Barba et Robert Frairet (UMP) sont élus avec 65,09 % des suffrages exprimés et un taux de participation de 64,03 % (2 649 voix pour 4 517 votants et 7 055 inscrits).
Marie-Martine Dalla-Barba et Robert Frairet sont membres du groupe "LUC-32" (Liberté-Unité-Cohérence-Gers).

#### Élections de juin 2021
Le premier tour des élections départementales de 2021 est marqué par un très faible taux de participation (33,26 % au niveau national). Dans le canton du Fezensac, ce taux de participation est de 51,46 % (3 655 votants sur 7 103 inscrits) contre 44,9 % au niveau départemental. À l'issue de ce premier tour, deux binômes sont en ballottage : Benoit Desenlis et Emeline Lafon (DVD, 38,49 %) et Philippe Cahuzac et Sabine Hulshof (DVG, 31 %).
Le second tour des élections est marqué une nouvelle fois par une abstention massive équivalente au premier tour. Les taux de participation sont de 34,36 % au niveau national, 44,59 % dans le département et 53,63 % dans le canton du Fezensac. Benoit Desenlis et Emeline Lafon (DVD) sont élus avec 53,13 % des suffrages exprimés (1 868 voix pour 3 804 votants et 7 093 inscrits),,.

## Composition
Le canton du Fezensac comprend trente-trois communes entières.
| Nom                                  | Code Insee | Intercommunalité               | Superficie (km2) | Population (dernière pop. légale) | Densité (hab./km2) | Modifier                                    |
| ------------------------------------ | ---------- | ------------------------------ | ---------------- | --------------------------------- | ------------------ | ------------------------------------------- |
| Vic-Fezensac (bureau centralisateur) | 32462      | CC d'Artagnan en Fézensac      | 53,94            | 3 578 (2022)                      | 66                 | modifier les données · modifier les données |
| Bascous                              | 32031      | CC du Grand Armagnac           | 10,22            | 171 (2022)                        | 17                 | modifier les données · modifier les données |
| Bazian                               | 32033      | CC d'Artagnan en Fézensac      | 12,71            | 103 (2022)                        | 8,1                | modifier les données · modifier les données |
| Belmont                              | 32043      | CC d'Artagnan en Fézensac      | 15,10            | 150 (2022)                        | 9,9                | modifier les données · modifier les données |
| Bezolles                             | 32052      | CC d'Artagnan en Fézensac      | 11,13            | 132 (2022)                        | 12                 | modifier les données · modifier les données |
| Caillavet                            | 32071      | CC d'Artagnan en Fézensac      | 14,58            | 166 (2022)                        | 11                 | modifier les données · modifier les données |
| Callian                              | 32072      | CC d'Artagnan en Fézensac      | 7,91             | 53 (2022)                         | 6,7                | modifier les données · modifier les données |
| Castillon-Debats                     | 32088      | CC d'Artagnan en Fézensac      | 35,05            | 333 (2022)                        | 9,5                | modifier les données · modifier les données |
| Cazaux-d'Anglès                      | 32097      | CC d'Artagnan en Fézensac      | 12,60            | 112 (2022)                        | 8,9                | modifier les données · modifier les données |
| Courrensan                           | 32110      | CC du Grand Armagnac           | 25,16            | 394 (2022)                        | 16                 | modifier les données · modifier les données |
| Dému                                 | 32115      | CC du Grand Armagnac           | 28,89            | 318 (2022)                        | 11                 | modifier les données · modifier les données |
| Gazax-et-Baccarisse                  | 32144      | CC d'Artagnan en Fézensac      | 9,45             | 69 (2022)                         | 7,3                | modifier les données · modifier les données |
| Justian                              | 32166      | CC d'Artagnan en Fézensac      | 6,30             | 107 (2022)                        | 17                 | modifier les données · modifier les données |
| Lannepax                             | 32190      | CC du Grand Armagnac           | 30,84            | 532 (2022)                        | 17                 | modifier les données · modifier les données |
| Lupiac                               | 32219      | CC d'Artagnan en Fézensac      | 34,50            | 310 (2022)                        | 9,0                | modifier les données · modifier les données |
| Marambat                             | 32231      | CC d'Artagnan en Fézensac      | 9,70             | 424 (2022)                        | 44                 | modifier les données · modifier les données |
| Mirannes                             | 32257      | CC d'Artagnan en Fézensac      | 7,89             | 64 (2022)                         | 8,1                | modifier les données · modifier les données |
| Mourède                              | 32294      | CC d'Artagnan en Fézensac      | 4,88             | 70 (2022)                         | 14                 | modifier les données · modifier les données |
| Noulens                              | 32299      | CC du Grand Armagnac           | 5,74             | 102 (2022)                        | 18                 | modifier les données · modifier les données |
| Peyrusse-Grande                      | 32315      | CC d'Artagnan en Fézensac      | 25,50            | 149 (2022)                        | 5,8                | modifier les données · modifier les données |
| Peyrusse-Vieille                     | 32317      | CC d'Artagnan en Fézensac      | 11,05            | 64 (2022)                         | 5,8                | modifier les données · modifier les données |
| Préneron                             | 32332      | CC d'Artagnan en Fézensac      | 8,63             | 119 (2022)                        | 14                 | modifier les données · modifier les données |
| Ramouzens                            | 32338      | CC du Grand Armagnac           | 16,67            | 185 (2022)                        | 11                 | modifier les données · modifier les données |
| Riguepeu                             | 32343      | CC d'Artagnan en Fézensac      | 21,52            | 164 (2022)                        | 7,6                | modifier les données · modifier les données |
| Roquebrune                           | 32346      | CC d'Artagnan en Fézensac      | 18,41            | 208 (2022)                        | 11                 | modifier les données · modifier les données |
| Roques                               | 32351      | CC d'Artagnan en Fézensac      | 8,48             | 105 (2022)                        | 12                 | modifier les données · modifier les données |
| Rozès                                | 32352      | CC d'Artagnan en Fézensac      | 10,74            | 113 (2022)                        | 11                 | modifier les données · modifier les données |
| Saint-Arailles                       | 32360      | CC d'Artagnan en Fézensac      | 13,20            | 137 (2022)                        | 10                 | modifier les données · modifier les données |
| Saint-Jean-Poutge                    | 32382      | CA Grand Auch Cœur de Gascogne | 10,80            | 310 (2022)                        | 29                 | modifier les données · modifier les données |
| Saint-Paul-de-Baïse                  | 32402      | CC d'Artagnan en Fézensac      | 10,10            | 108 (2022)                        | 11                 | modifier les données · modifier les données |
| Saint-Pierre-d'Aubézies              | 32403      | CC d'Artagnan en Fézensac      | 8,42             | 59 (2022)                         | 7,0                | modifier les données · modifier les données |
| Séailles                             | 32423      | CC du Grand Armagnac           | 8,11             | 68 (2022)                         | 8,4                | modifier les données · modifier les données |
| Tudelle                              | 32456      | CC d'Artagnan en Fézensac      | 5,16             | 56 (2022)                         | 11                 | modifier les données · modifier les données |
| Canton du Fezensac                   | 3208       |                                | 513,38           | 9 033 (2022)                      | 18                 | modifier les données                        |

## Démographie
En 2022, le canton comptait 9 033 habitants, en évolution de −1,11 % par rapport à 2016 (Gers : +1,04 %, France hors Mayotte : +2,11 %).
| 2013  | 2018  | 2022  |
| ----- | ----- | ----- |
| 9 228 | 9 053 | 9 033 |